# Municipio de Xochistlahuaca
El municipio de Xochistlahuaca es uno de los 85 municipios del Estado de Guerrero, México. Según el censo de 2020, tiene una población de 29 891 habitantes.
La cabecera municipal es el pueblo de Xochistlahuaca o Suljaa', ubicado a 263 km de Chilpancingo, capital del estado.

## Historia
La historia del municipio de Xochistlahuaca data de mediados del siglo XIX, cuando se fundó el estado de Guerrero en el Decreto Número 3253 Erección del Estado de Guerrero, promulgado por el Presidente de la República José Joaquín de Herrera el 14 de mayo de 1850, se planteó que la nueva entidad en creación, estará conformado por los Distritos de Acapulco, Chilapa, Tasco y Tlapa, así como la municipalidad de Coyuca. El actual territorio municipal de Xochistlahuaca estaba en el Distrito de Tlapa, que antes de 1849 pertenecía al estado de Puebla. Al erigirse oficialmente el estado de Guerrero el 27 de octubre de 1849, la Primera Legislatura del Estado de Guerrero de 1850, reconoció en la Ley Orgánica Provisional para el Arreglo Interior del Estado de Guerrero a Xochistlahuaca como uno de los municipios que integran la nueva entidad federativa, teniendo como cabecera municipal el pueblo de Xochistlahuaca o Suljaa'. Por lo tanto, la fundación oficial del municipio de Xochistlahuaca fue el 16 de marzo de 1850. La nueva municipalidad quedó en el Distrito político de Tlapa. En la organización interna Distrito de Tlapa, Xochistlahuaca estuvo en la jurisdicción del Partido de Ometepec, con sede en la municipalidad del mismo nombre. Como cabecera municipal, Xochistlahuaca ha sido la sede del Ayuntamiento -presidencia municipal y cabildo-, a excepción de los años de 1932 a 1934 cuando perdió la categoría de municipio. 
El nuevo territorio municipal tiene como antecedente la organización política y religiosa del mundo virreinal. La composición étnica de la municipalidad no ha variado mucho en la actualidad. El sur y centro del municipio (zona de llanura y ciénegas) es habitado por amuzgos. Al norte (zona de montañas) ha estado bajo el control de los mixtecos; en menor medida por los nahuas pastores, quienes vivían de manera itinerante entre la montaña y la llanura, volviéndose sedentarios hasta el principio del XX, etapa en que las haciendas volantes entraron en decadencia y las políticas de reparto agrario, que, después de 1910, comenzaron a tomar fuerza en el país.

## Territorio municipal
La municipalidad de Xochistlahuaca limita al norte con el municipio guerrerense de Tlacoachistlahuaca. Al norte colinda con el municipio de Constancia del Rosario, perteneciente al estado de Oaxaca. En la misma entidad, pero hacia el oriente Xochistlahuaca hace frontera con los municipios de Mesones de Hidalgo, Putla Villa de Guerrero, Santa María Zacatepec y San Juan Cacahuatepec. Al sur y occidente Xochistlahuaca limita con el municipio guerrerense de Ometepec. En la zona occidental colinda otra vez con el municipio de Tlacoachistlahuaca. 
La municipalidad de Xochistlahuaca comprende una extensión de 430 km², equivalente al 0,68% del espacio territorial de estado de Guerrero. Una parte del territorio municipal se delimita con ríos y un arroyo. La otra, los cerros sirven como referencia para marcar la línea divisoria intermunicipal, incluso, estatal. De norte a sur, en la parte oriental, el río Verde sirve de frontera, no solo municipal, sino también es límite estatal entre Guerrero y Oaxaca. Al sur, el río Verde cambia de nombre a río Santa Catarina, marcando la colindancia entre Xochistlahuaca y Ometepec. En la parte occidental el río San Pedro delimita Xochistlahuaca con Ometepec y Tlacoachistlahuaca. Por el mismo rumbo, el norte, en la desembocadura del arroyo Chacale, la línea divisoria gira hacia el oriente, continuando la frontera con el municipio de Tlacoachistlahuaca, siendo el arroyo Chacale el límite municipal pasando por la zona de ciénegas. Posteriormente, ya en la zona de montaña, el límite los cerros sirven de límites hasta llegar a la parte septentrional (norte). Esta división territorial tiene su origen en la reorganización política y religiosa realizado por la corona española en el siglo XVI. No hay claridad en cuanto la fecha, pero, al parecer, a finales de aquel siglo se creó la parroquia de Xochistlahuaca, con jurisdicción sobre las poblaciones ubicadas al norte, abarcando el espacio que actualmente Xicayan de Tovar.

## Naturaleza
Durante la mayor parte del año el clima que predomina es subhúmedo semicálido, cálido y templado, manteniendo una temperatura promedio anual de 25 °C, contando con una temporada de lluvias abundantes que abarca el verano y principios del otoño. Aunque el municipio se localiza en un área que es parcialmente montañosa, debido a que el suelo de la zona es propicio para la agricultura y la ganadería, se producen maderas finas para la creación de muebles y ebanistería. Entre los principales ríos del municipio se encuentran el río Santa Catarina, que constituye el límite con el estado de Oaxaca y que se une también con el río del Puente y también se encuentra el río San Pedro (también conocido como Xochis). Los arroyos son también importantes para el municipio pues se abastecen de agua a todas las comunidades por donde pasan. La flora del municipio varía de acuerdo con la zona, en la vertiente norte de la Sierra Madre del Sur, se encuentran bosques mixtos, con especies de ocote, encino, drago, pochote, parota, tepehuaje, caoba y cocoyul mientras que en la vertiente sur de la Sierra Madre hay tanto selva baja caducifolia como gran variedad de árboles frutales, medicinales y cultivos perennes y anuales, entre los que se encuentran el mango, zapote, tamarindo, jamaica, amaranto, hierbabuena, jitomate y papa, entre otras.

Entre algunos de los principales ejemplares de fauna que se encuentran en Xochistlahuaca figuran el mapache, tejón, nutria, zorro, jabalí, venado, tigrillo, lagarto, serpiente, chachalaca, zopilote, gavilán, rana, sapo, mojarra, camarón y rotete.

## Demografía
En Xochistlahuaca existen 103 comunidades. En el 2010, la población de Xochistlahuaca estaba conformada por un total de 28.089 habitantes, de los que el 53,3% era menor de 20 años. Para el 2005 el 91,7% de la población municipal estaba integrada por indígenas, de los cuales la mayoría hablaba, además de español, amuzgo, mixteco o náhuatl. En el 2000 la religión predominante en el municipio era la cristiana católica, habiendo 16.599 católicos mayores de cinco años mientras que únicamente había 2472 personas de otras religiones, la mayoría protestantes. 
El porcentaje de analfabetismo de la población es de casi el 53,4% de la población de 15 años y más, de los cuales el 58,5% son mujeres y aproximadamente el 54% de las personas no terminaron su educación básica.
Xochistlahuaca es el cuarto municipio más pobre del estado de Guerrero y ocupa el decimosexto lugar entre los más pobres de todo México y prácticamente el 33% de la población gana menos del salario mínimo. Además, se considera que este municipio tiene un alto grado de marginación municipal además de mostrar un elevado grado de rezago social generalizado en todos sus habitantes.

### Localidades
En el censo de 2020 el municipio de Xochistlahuaca contaba con 107 localidades.
| Código INEGI      | Localidad          | Población (2020) |
| ----------------- | ------------------ | ---------------- |
| 120710001         | Xochistlahuaca     | 4 761            |
| 120710005         | Cozoyoapán         | 2 531            |
| 120710006         | Guadalupe Victoria | 2 511            |
| 120710129         | Renacimiento       | 1 340            |
| 120710002         | El Carmen          | 1 214            |
| 120710009         | La Soledad         | 1 119            |
| 120710016         | Los Liros          | 1 041            |
| 120710015         | Plan de Pierna     | 1 014            |
| Otras localidades | Otras localidades  | 14 360           |
| Total municipal   | Total municipal    | 29 891           |

## Textos académicos y literarios
El municipio cuenta con una rica tradición oral en idioma amuzgo, como dan cuenta algunos relatos recopilados por el Instituto Lingüístico de Verano, como el cwentoo’ xioom’ (cuento del cangrejo) o el cwentoo' cantsaa na jndyuu nc'a (cuento de unos pájaros negros).
De Jesús García, Moisés Zeferino, (2012), Diccionario Ñòmndaa Ñómtsco Amuzgo-Español Ñòmstco Ñómndaa Español-amuzgo Variante lingüística de Xochistlahuaca.Guerrero, México, INALI.